# Aurel Bentu
Aurel Bentu (Bukarest, 1924 – 2004) román nemzetközi labdarúgó-játékvezető.

## Pályafutása

### Nemzeti játékvezetés
Ellenőreinek, sportvezetőinek javaslatára lett az I. Liga játékvezetője. A nemzeti játékvezetéstől 1973-ban vonult vissza.

#### Nemzeti kupamérkőzések
Vezetett kupadöntők száma: 1.

##### Román kupa
| Időpont          | Helyszín                        | Mérkőzés típusa | Mérkőzés                                | Eredmény | Nézők száma |
| ---------------- | ------------------------------- | --------------- | --------------------------------------- | -------- | ----------- |
| 1969. június 22. | Augusztus 23. Stadion, Bukarest | döntő           | FC Dinamo București–FC Steaua București | 1 : 2    | 45 000      |

### Nemzetközi játékvezetés
A Román labdarúgó-szövetség Játékvezető Bizottsága (JB) terjesztette fel nemzetközi játékvezetőnek, a Nemzetközi Labdarúgó-szövetség (FIFA) 1969-től tartotta nyilván bírói keretében. Több nemzetek közötti válogatott és klubmérkőzést vezetett, vagy működő társának partbíróként segített. A román nemzetközi játékvezetők rangsorában, a világbajnokság-Európa-bajnokság sorrendjében többedmagával a 15. helyet foglalja el 2 találkozó szolgálatával. Az aktív nemzetközi játékvezetéstől 1973-ban a búcsúzott. Válogatott mérkőzéseinek száma: 4.

#### Labdarúgó-világbajnokság
A világbajnoki döntőhöz vezető úton Mexikóba a IX., az 1970-es labdarúgó-világbajnokságra és Németországba a X., az 1974-es labdarúgó-világbajnokságra a FIFA JB bíróként alkalmazta.

#### 1970-es labdarúgó-világbajnokság
| Időpont         | Helyszín             | Mérkőzés típusa           | Mérkőzés                   | Eredmény | Nézők száma |
| --------------- | -------------------- | ------------------------- | -------------------------- | -------- | ----------- |
| 1969. május 25. | Népstadion, Budapest | előselejtező (2. csoport) | Magyarország–Csehszlovákia | 2 : 0    | 72 938      |

##### 1974-es labdarúgó-világbajnokság
| Időpont           | Helyszín             | Mérkőzés típusa           | Mérkőzés              | Eredmény | Nézők száma |
| ----------------- | -------------------- | ------------------------- | --------------------- | -------- | ----------- |
| 1973. február 14. | GSP Stadion, Nicosia | előselejtező (6. csoport) | Ciprus–Észak-Írország | 1 : 0    | 5 328       |

#### Nemzetközi kupamérkőzések

##### UEFA-kupa
| Időpont              | Helyszín                 | Mérkőzés típusa        | Mérkőzés         | Eredmény |
| -------------------- | ------------------------ | ---------------------- | ---------------- | -------- |
| 1973. szeptember 19. | Lokomotív Stadion, Kassa | első kör (1. mérkőzés) | FC Košice–Honvéd | 1 : 0    |

##### Kupagyőztesek Európa-kupája
| Időpont              | Helyszín                    | Mérkőzés típusa            | Mérkőzés                    | Eredmény |
| -------------------- | --------------------------- | -------------------------- | --------------------------- | -------- |
| 1972. szeptember 27. | Üllői úti Stadion, Budapest | első forduló (2. mérkőzés) | Ferencvárosi TC–Floriana FC | 6 : 0    |

## Külső hivatkozások
- Aurel Bentu. World Referee. [2012. június 15-i dátummal az eredetiből archiválva]. (Hozzáférés: 2013. március 22.)
- Aurel Bentu. footballzz.com. (Hozzáférés: 2013. március 22.)
- Aurel Bentu. footballdatabase.eu. (Hozzáférés: 2013. március 22.)
- Aurel Bentu. scoreshelf.com. [2015. április 5-i dátummal az eredetiből archiválva]. (Hozzáférés: 2013. március 22.)
- Aurel Bentu. eu-football.info. (Hozzáférés: 2013. március 22.)
- Aurel Bentu. weltfussball.de. (Hozzáférés: 2013. március 22.)[halott link]

| Elődje: Vasile Dumitrescu | Kupa-döntő 1968–1969 | Utódja: Gheorghe Limona |